# Bebe
Pour les articles homonymes, voir Bebe (homonymie), Rebolledo et Vila.
 (avril 2023).
Bebe, de son vrai nom, María Nieves Rebolledo Vila est une chanteuse et une actrice espagnole née à Valence (Espagne) le 9 mai 1978.

## Biographie
Bebe est née le 9 mai 1978 à Valence, mais dès son plus jeune âge, et grâce à ses parents, elle  a fréquenté des villes telles que Zafra, Mérida ou Badajoz en Estrémadure. En effet, ses parents faisaient partie du groupe folk Surberina et voyageaient donc beaucoup. Élevée dans cet environnement musical, Bebe a fait ses débuts en tant que choriste dans le groupe Vanagloria en 1995.
Après avoir terminé le COU (ancienne année de préparation aux examens d'entrée à l'université) en 1996 à Badajoz, elle décide d'aller à Madrid afin d'étudier l'art dramatique. C'est à cette époque qu'elle commence à se produire dans de petites salles de la capitale espagnole. Bebe remporte en 2001 le concours d'auteur-compositeur en Estrémadure.
En 2004, Bebe sort son premier album intitulé Pafuera Telarañas, produit par Carlos Jean. Parmi les chansons les plus connues, notons le single Malo qui dénonce les violences faites aux femmes et les comportements machistes, et qui revendique les droits des femmes. Grâce à cet album, Bebe remporte le prix Premio Ondas en 2004 pour l'artiste révélation.
En 2005, elle remporte le prix Grammy Latino pour l'artiste révélation. Elle obtient également la même année quatre victoires de la musique pour le Meilleur album pop, l'Auteur révélation, l'Artiste révélation et Meilleur vidéoclip.
L'album Pafuera Telarañas a reçu cinq Disque de Platine en Espagne et s'est vendu à plus de 500 000 exemplaires à travers le monde. Il a été Disque d'Or aux États-Unis et en Colombie et Disque de Platine en Argentine.
En juin 2006, Bebe annonce qu'elle souhaite faire une pause musicale afin de se concentrer sur sa carrière d'actrice. Pendant cette période, elle occupe les rôles principaux dans La Educación de las hadas, Caótica Ana, El oro de Moscú etc.
Après cinq ans d'absence musicale, Bebe sort en 2009 son second album Y. (se prononce « Y punto »), qui a également été produit par Carlos Jean. À l'occasion de ce nouvel album, Bebe aborde des thèmes différents du précédent, des thèmes parfois agressifs et insolents, qui reflètent les étapes de sa création caractérisée par son voyage à travers l'Espagne. Ses chansons relatent ses ressentis, ses émotions, ses états et ses réflexions lors de cette expérience très enrichissante.
Cet album mélange également plusieurs styles grâce, entre autres, à la participation de nombreux artistes espagnols, comme Los Delinqüentes, Víctor Iniesta ou bien Javier Rojas.
L'album a été Disque de Platine et numéro un en Espagne.
C'est en 2012 que Bebe sort son troisième album Un Pokito de Rocanrol, produit par le français Renaud Letang qui est connu pour avoir collaboré avec des artistes tels que Manu Chao, Émilie Simon ou encore Alain Souchon. Avec le premier single, K.I.E.R.E.M.E, Bebe opte pour un nouveau style musical : un mélange de rock et de musique traditionnelle.
Depuis février 2012, Bebe est en tournée dans toute l'Espagne.
En 2015, Bebe sort un quatrième album après avoir essuyé beaucoup de critiques[Quoi ?] de son troisième album. L'opus sort le 9 octobre 2015 en Espagne, on retrouve à nouveau Carlos Jean à la production, et s'intitule "Cambio de Piel".

## Filmographie
- La Educación de las hadas -  José Luis Cuerda :
- 2007 : Chaotique Ana (Caótica Ana) -  Julio Medem
- El Oro de Moscú - Jesús Bonilla
- Al sur de Granada – Fernando Colomo
- Entre cien fuegos – Iñaki Eizmendi

## Récompenses
2004 :
- Premios Ondas (Prix Ondas : récompense les professionnels dans les champs de la radio, de la télévision, du cinéma et de la musique) : Artiste Révélation.

2005 :
- Premios de la Música : Révélation (Malo), Artiste Révélation (Pafuera telarañas), Meilleur Album Pop (Pafuera telarañas), Meilleur Clip Vidéo (Joan Vallverdú -Malo).
- Premio Extremadura : Meilleure œuvre produite par un auteur d'Estrémadure.

2006 :
- Premios de la Música (équivalent des Victoires de la musique) : Nommée Meilleure Chanson (Malo), Nommée Meilleure Chanson Électronique (Corre).
- European Border Breakers Awards
- Premios Goya (Prix Goya) : Nommée dans la catégorie Révélation Meilleure Actrice pour La educación de las hadas.
- Premios Goya : Nommée dans la catégorie Meilleur Bande Originale pour Corre

2007 :
- Premios Goya : Nommée dans la catégorie Meilleure Bande Originale pour Tiempo pequeño, du film La educación de las hadas.

Autres :
- Grammy Latino : Artiste Révélation
- Prix MTV : Nommée Meilleure Artiste Espagnole

## Vidéos
- Malo,
- K.I.E.R.E.M.E,
- Ella